# سد جرف التربة
سد جرف التربة هو أحد السدود الجزائرية، يقع بدائرة القنادسة بولاية بشار. يحجز مياه وادي قير على بعد 50 كيلومترا غرب بشار. يتم استخدامه لأغراض الري والإمداد بالمياه الصالحة للشرب. محيط السد يضم عددا من الآثار القديمة البارزة. وقد أدى إنشاء السد إلى انخفاض كبير في تدفق وادي قير ووادي الساورة الواقعة في مصب السد.